# Polonia en los Juegos Olímpicos de Montreal 1976
Polonia estuvo representada en los Juegos Olímpicos de Montreal 1976 por un total de 207 deportistas que compitieron en 18 deportes.  
El portador de la bandera en la ceremonia de apertura fue el piragüista Grzegorz Śledziewski.

## Medallistas
El equipo olímpico polaco obtuvo las siguientes medallas:
| Nombre                                                                | Deporte            | Competición               |
| --------------------------------------------------------------------- | ------------------ | ------------------------- |
| Oro                                                                   |                    |                           |
| Jacek Wszoła                                                          | Atletismo          | Salto de altura M         |
| Tadeusz Ślusarski                                                     | Atletismo          | Salto con pértiga M       |
| Irena Szewińska                                                       | Atletismo          | 400 m F                   |
| Jerzy Rybicki                                                         | Boxeo              | Superwélter (71 kg) M     |
| Kazimierz Lipień                                                      | Lucha grecorromana | 62 kg M                   |
| Janusz Pyciak-Peciak                                                  | Pentatlón moderno  | Individual M              |
| Equipo                                                                | Voleibol           | Torneo M                  |
| Plata                                                                 |                    |                           |
| Bronisław Malinowski                                                  | Atletismo          | 3000 m obstáculos M       |
| Zbigniew Jaremski Andrej Kupczyk Ryszard Podlas Jan Werner            | Atletismo          | 4 × 400 m M               |
| Tadeusz Mytnik Mieczysław Nowicki Stanisław Szozda Ryszard Szurkowski | Ciclismo en ruta   | Contrarreloj por eqs. M   |
| Equipo                                                                | Fútbol             | Torneo M                  |
| Grzegorz Cziura                                                       | Halterofilia       | 56 kg M                   |
| Andrzej Gronowicz Jerzy Opara                                         | Piragüismo         | C2 500 m M                |
| Bronce                                                                |                    |                           |
| Equipo                                                                | Balonmano          | Torneo M                  |
| Leszek Błażyński                                                      | Boxeo              | Mosca (51 kg) M           |
| Leszek Kosedowski                                                     | Boxeo              | Pluma (57 kg) M           |
| Kazimierz Szczerba                                                    | Boxeo              | Superligero (63,5 kg) M   |
| Janusz Gortat                                                         | Boxeo              | Semipesado (81 kg) M      |
| Mieczysław Nowicki                                                    | Ciclismo en ruta   | Ruta ind. M               |
| Kazimierz Czarnecki                                                   | Halterofilia       | 67,5 kg M                 |
| Tadeusz Rutkowski                                                     | Halterofilia       | 110 kg M                  |
| Marian Tałaj                                                          | Judo               | –70 kg M                  |
| Czesław Kwieciński                                                    | Lucha grecorromana | 90 kg M                   |
| Andrzej Skrzydlewski                                                  | Lucha grecorromana | 100 kg M                  |
| Jerzy Greszkiewicz                                                    | Tiro               | Blanco móvil mixto 50 m M |
| Wiesław Gawlikowski                                                   | Tiro               | Skeet M                   |